# Yannick Maden
Yannick Maden (ur. 28 października 1989 w Stuttgarcie) – niemiecki tenisista.

## Kariera tenisowa
W 2018 roku podczas Wimbledonu zadebiutował w turnieju głównym imprezy wielkoszlemowej. Po wygraniu trzech meczów w kwalifikacjach odpadł w pierwszej rundzie z Johnem Isnerem.
W 2019 podczas French Open wygrał swój pierwszy mecz w karierze w turnieju głównym Wielkiego Szlema. Po przejściu kwalifikacji pokonał w pierwszej rundzie Kimmera Coppejansa. Natomiast w drugiej rundzie przegrał z Rafaelem Nadalem.
Najwyżej sklasyfikowany w rankingu gry pojedynczej był na 96. miejscu (24 czerwca 2019), a w klasyfikacji gry podwójnej na 375. pozycji (15 kwietnia 2019).